# Jonas Behounek
Jonas Behounek (* 17. Mai 1998 in Kaltenkirchen) ist ein deutscher Fußballspieler, der bei Eintracht Norderstedt unter Vertrag steht.

## Karriere

### Verein

#### Anfänge beim Hamburger SV
Behounek begann in seiner Geburts- und Heimatstadt Kaltenkirchen mit vier Jahren bei der Kaltenkirchener TS mit dem Fußballspielen, bei der er bis 2011 spielte. Nach einer Saison bei Eintracht Norderstedt wechselte Behounek zur Saison 2012/13 in die Nachwuchsleistungszentrum des Hamburger SV und kam zunächst für die C-Jugend (U-15) zum Einsatz. Beim HSV wurde er vom Spielmacher zum Rechtsverteidiger umgeschult. Die Sommervorbereitung auf die Saison 2016/17 absolvierte Behounek zum Teil mit der Profimannschaft von Bruno Labbadia. Nachdem er anschließend wieder in der A-Jugend in der A-Junioren-Bundesliga zum Einsatz gekommen war, erhielt er Ende November 2016 seinen ersten Profivertrag mit einer Laufzeit bis zum 30. Juni 2019. Nachdem er auch die gesamte Wintervorbereitung mit den Profis, die mittlerweile von Markus Gisdol trainiert wurden, absolviert hatte, kam er anschließend zu 13 Einsätzen in der zweiten Mannschaft in der viertklassigen Regionalliga Nord, in denen er 2 Tore erzielte.
Zur Saison 2017/18 rückte Behounek fest in den Profikader auf. Er kam in der ersten Mannschaft weder unter Markus Gisdol noch unter Bernd Hollerbach und Christian Titz zum Einsatz. Behounek spielte stattdessen 17-mal in der zweiten Mannschaft, mit der er nach der gewonnenen Herbstmeisterschaft Vizemeister in der Regionalliga Nord wurde. Insgesamt kam er auf 17 Regionalligaeinsätze, in denen er 2 Treffer erzielte.
In der Saison 2018/19 stand Behounek ausschließlich im Kader der zweiten Mannschaft. Er kam auf 25 Einsätze in der Regionalliga Nord, in denen er 4 Tore erzielte. Anschließend verließ er den Verein mit seinem Vertragsende.

#### SG Sonnenhof Großaspach
Schon vor dem Ende der Saison 2018/19 absolvierte Behounek ein Probetraining beim Zweitligisten FC Erzgebirge Aue, konnte sich jedoch nicht für eine Verpflichtung empfehlen. Behounek wechselte schließlich zur Saison 2019/20 in die 3. Liga zur SG Sonnenhof Großaspach, bei der er einen Vertrag mit einer Laufzeit bis zum 30. Juni 2021 erhielt. Er kam in 28 Drittligaspielen (23-mal von Beginn) zum Einsatz und erzielte 2 Tore. Die Mannschaft stieg allerdings in die Regionalliga Südwest ab.

#### Behounek in der Regionalliga
Zur Saison 2020/21 wechselte der 22-Jährige in die Regionalliga West zu Rot-Weiss Essen. Dort kam er unter dem Cheftrainer Christian Neidhart jedoch nur zu 5 Ligaeinsätzen (2-mal von Beginn).
Zur Saison 2021/22 kehrte Behounek zu seinem Jugendverein Eintracht Norderstedt zurück.

### Nationalmannschaft
Behounek spielte im Mai 2013 zweimal für die deutsche U15-Auswahl des DFB sowie von September bis November 2013 sechsmal für die U16-Auswahl.